# 이쿠노촌 (오사카부)
이쿠노촌(일본어: 生野村)은 일본 오사카부 히가시나리군에 있던 촌이다. 현재의 오사카시 이쿠노구 서남부 및 덴노지구 이쿠노정의 일부에 해당한다.

## 역사
- 1889년 4월 1일 - 정촌제 시행에 의해 히가시나리군 이쿠노촌이 성립하였다.
- 1897년 4월 1일 - 오아자 고쿠분 조토선(현 오사카 순환선) 서쪽이 오사카시에 편입되어 미나미구 이쿠노 오아자 고쿠분으로 바뀌었다.
- 1900년 - 미나미구 이쿠노 오아자 고쿠분정이 이쿠노 고쿠분정으로 개칭되었다.
- 1923년 - 미나미구 이쿠노 고쿠분정이 덴노지 고쿠분정으로 개칭되었다.
- 1925년 4월 1일 - 분구에 의해 미나미구 텐노지 고쿠분정이 텐노지구 고쿠분정이 되었다. 이쿠노촌의 잔재가 오사카시에 편입되어 히가시나리구 이쿠노코쿠분정, 사리지정, 린지정, 이쿠노신야정, 이쿠노타지마정이 되어, 동일 이쿠노촌은 폐지되었다.
- 1929년 - 히가시나리구 가쓰야마도리, 기타이쿠노정, 미나미이쿠노정, 샤리지초, 린지정, 린지신야정, 이쿠노다지마정이 되었다.
- 1943년 4월 1일 - 분구에 의해 히가시나리구에서 이쿠노구로 편입되었다.

## 참고문헌
- 『角川日本地名大辞典 27 大阪府